# Riviera di Lecco

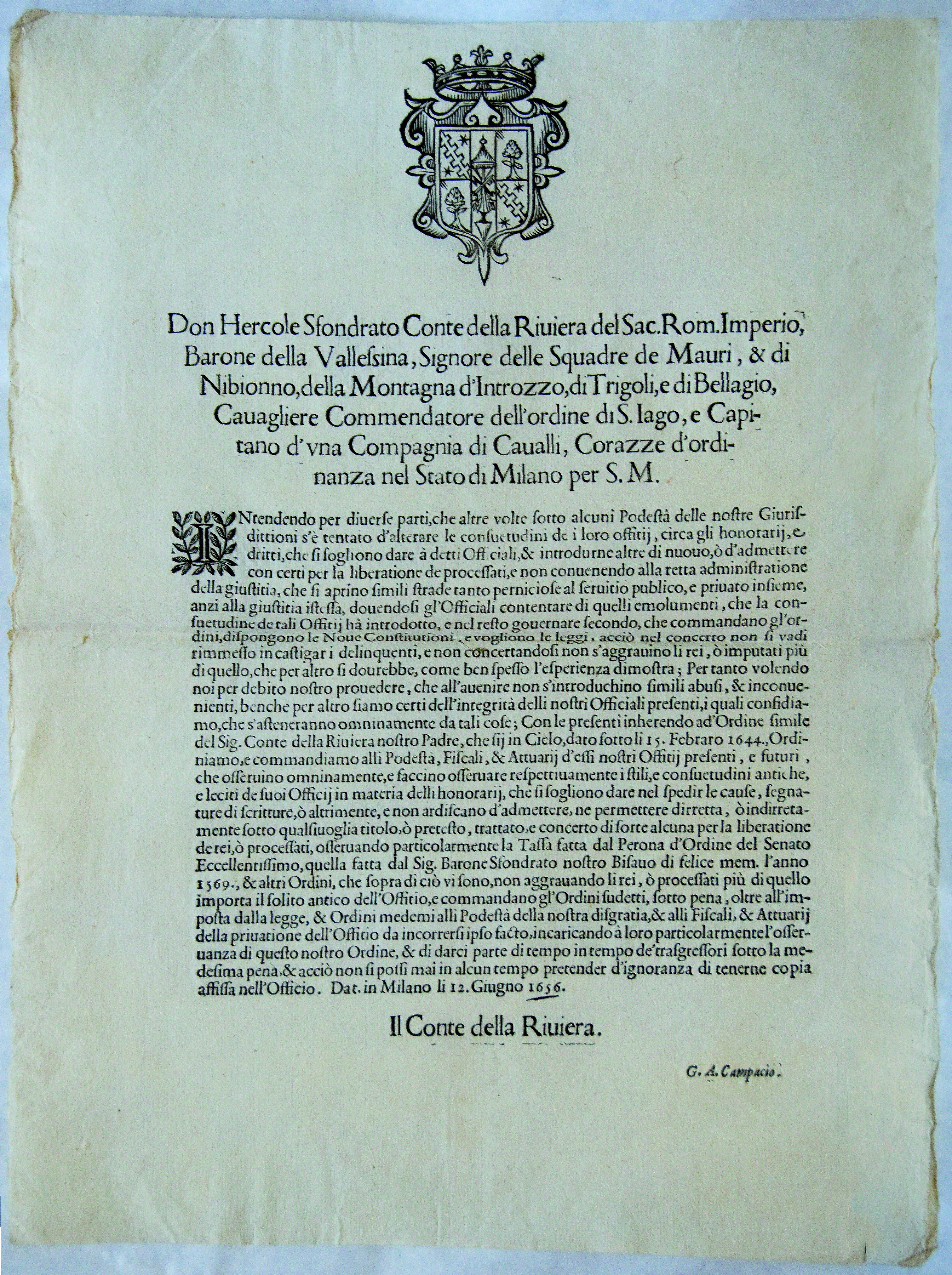
Ordine di Ercole Sfondrati, conte della Riviera nel 1656

La Riviera di Lecco è stata un contado del ducato di Milano, esistito dal 1537 al 1788, attribuito a Francesco Sfondrati e ai suoi discendenti.

## Formazione del feudo
Infeudazioni delle terre della sponda orientale del Lario si ebbero già dal XIII secolo sotto il dominio dell'arcivescovo di Milano; Giacomo Andreani nel 1271 fu reinvestito a titolo feudale dall'arcivescovo Ottone Visconti della «metà di sette parti della decima della frutta e della terza parte della giurisdizione della pieve di Dervio, nonché della metà dei sette decimi di un quarto delle decime del Monte di Varenna»; l'investitura fu riconfermata ai discendenti almeno fino al 1355.
Il 18 giugno 1364 Galeazzo II Visconti fu nominato dall'arcivescovo protettore, governatore e rettore delle terre di Bellano, Dervio, Teglio, Valsassina (esclusi Taleggio e Averara), Galliate, Valsolda, Lesa e Vergante. Con la riorganizzazione del territorio si ebbe la separazione dei monti dai capopieve affacciati sul lago e la loro unione alla Valsassina come Squadra dei Monti, come descritto dagli Statuti della Valsassina del 1393.
Per notizie di altri feudatari si deve arrivare alla seconda metà del XV secolo: nel 1467 i Malacrida erano indicati come feudatari di Corenno, Dervio, Varenna e Bellano; nel 1469 il feudo di Mandello fu assegnato a Tomaso Tebaldi dal duca Galeazzo Maria Sforza. Già nel 1472 Lorenzo da Pesaro venne investito del feudo di Varenna, Bellano, Dervio e Corenno, nonostante Varenna e Bellano avessero preteso l'approvazione di alcune richieste per giurare fedeltà al nuovo feudatario.
L'unificazione del feudo delle terre della sponda orientale del lago di Como si ebbe con il conte Pietro II Dal Verme: nel 1480, dopo le nozze con Chiara Sforza, ottenne in dote il feudo con Mandello, Bellano e Varenna e l'anno successivo si aggiunsero Dervio, Corenno e Monte Introzzo. Nel 1485, alla morte del Dal Verme, il feudo fu confermato alla vedova.

## Creazione del contado
Il contado della Riviera venne istituito con atto del 23 ottobre 1537 con diploma dell'imperatore Carlo V d'Asburgo e comprendeva le terre di Mandello, Varenna, Bellano, Dervio, Corenno e Monte Introzzo.